# Chapelle Notre-Dame-de-Toute-Prudence
La chapelle Notre-Dame-de-Toute-Prudence est une chapelle catholique située au col de l'Iseran, sur la commune de Bonneval-sur-Arc à environ 2 770 m d'altitude.
Elle s'élève près de la route qui passe le plus haut col de montagne routier de France, pour relier les vallées de la Maurienne et de la Tarentaise.
Elle a été construite peu de temps après l'ouverture de la route inaugurée par le président de la République Albert Lebrun le 10 juillet 1937, à l'initiative de l'évêque de Maurienne, Mgr Auguste Grumel. Son projet avait été soutenu par le pape Pie XI, qui avait pratiqué l'alpinisme. 
Terminée en 1939, elle est édifiée selon les plans de l'architecte savoyard Maurice Novarina et par l'entreprise qui avait établi la route. L'édifice est en pierre de la région, et la couverture est en lauzes. Les deux statues de la Vierge sont du sculpteur Edgar Delvaux.
Le financement a été réalisé par une souscription et des dons particuliers, dont celui du Vatican. La bénédiction de la chapelle par l'évêque a eu lieu le 20 août 1939. 
Elle possède le Label « Patrimoine du XXe siècle ».

## Galerie de photos

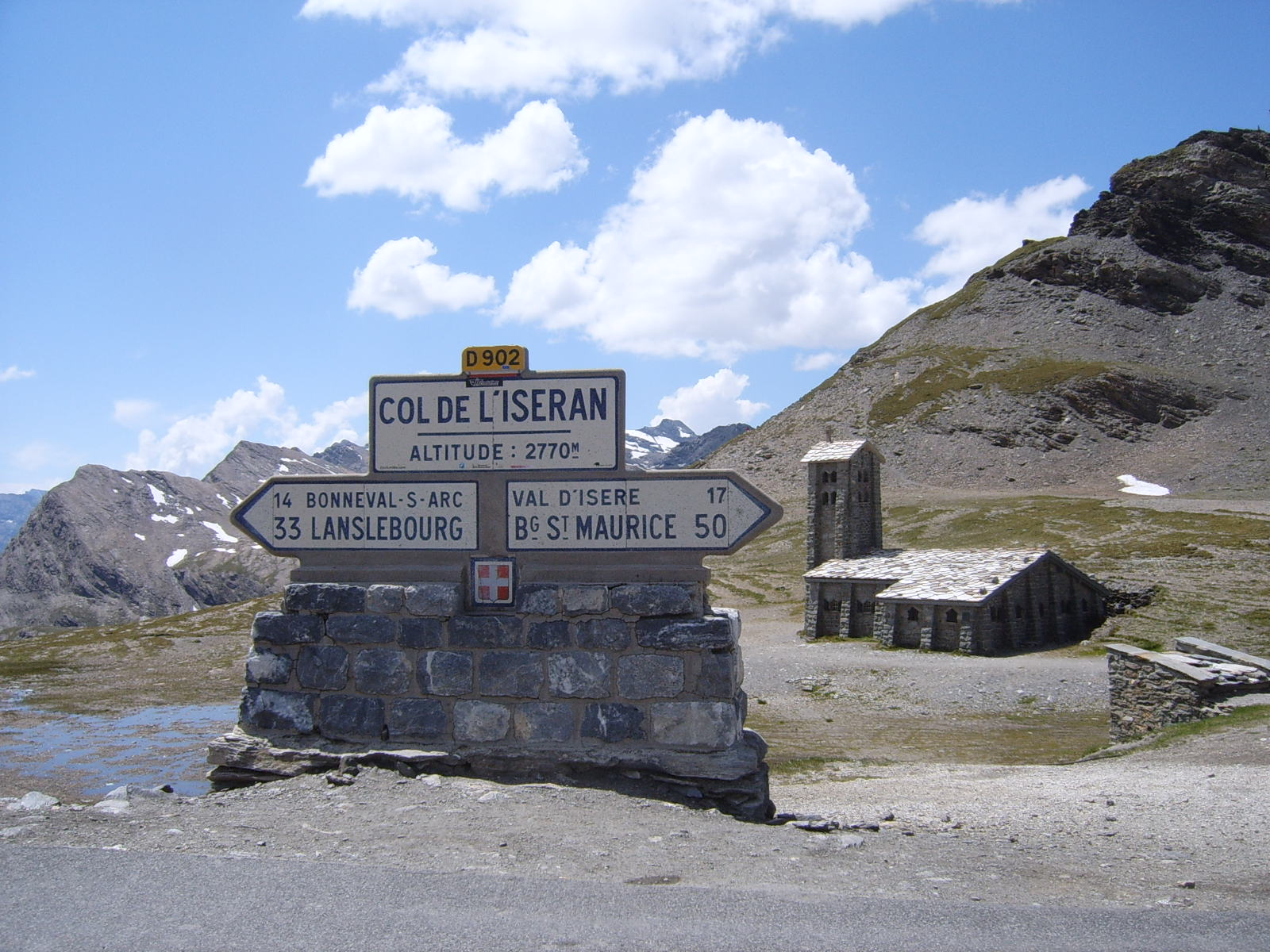
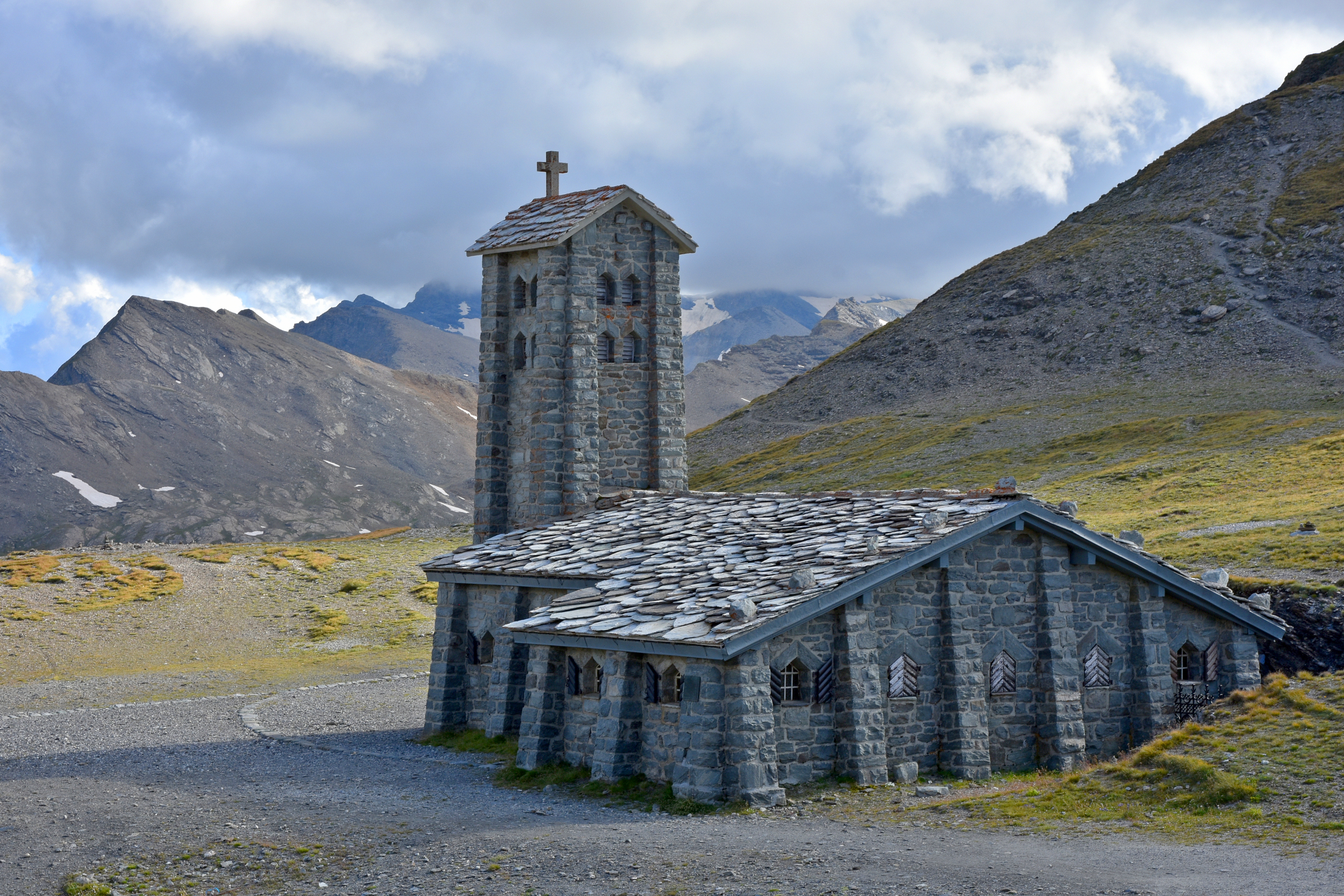
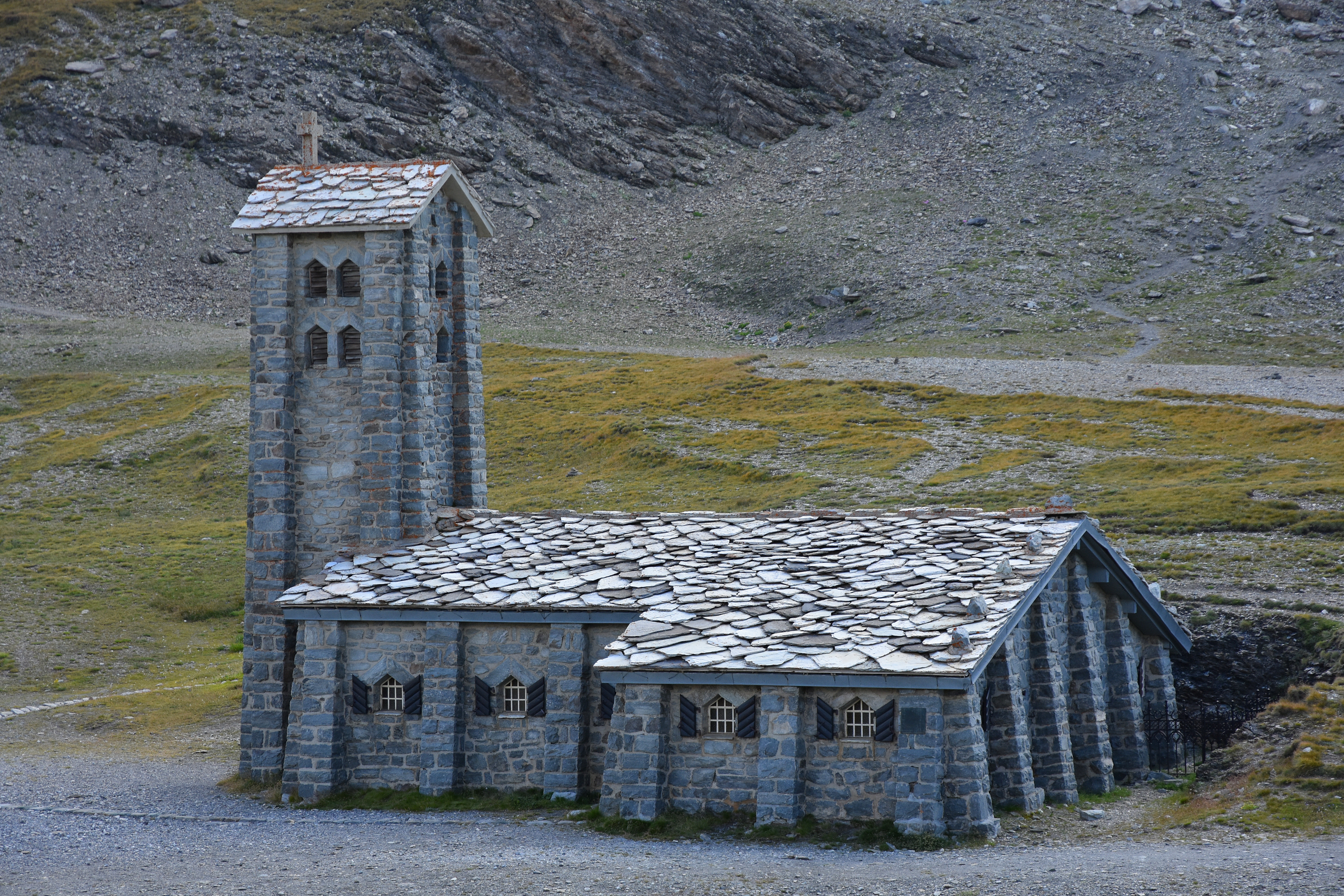